# ایستگاه راه‌آهن تورینو پورتا نوئووا
ایستگاه راه‌آهن تورینو پورتا نوئووا (انگلیسی: Torino Porta Nuova railway station) یک ایستگاه قطار در تورین، ایتالیا است. این ایستگاه که در سال ۱۸۶۱ تأسیس شده در رده سوم شلوغ‌ترین ایستگاه‌های راه‌آهن در ایتالیا با با حدود ۱۹۲۰۰۰ سفر در روز و ۷۰ میلیون مسافر در سال قرار دارد.

## نگارخانه

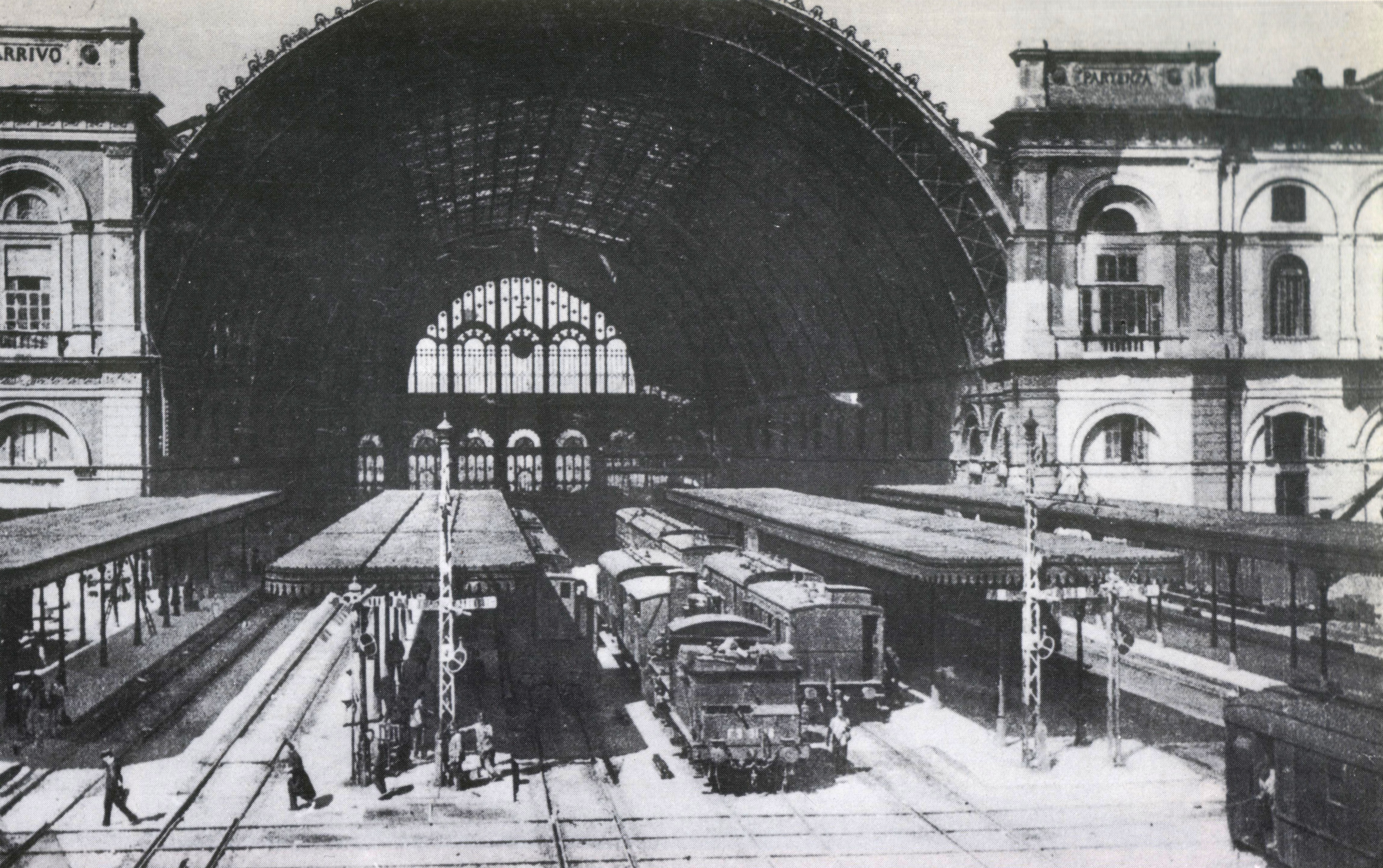
۱۹۱۱
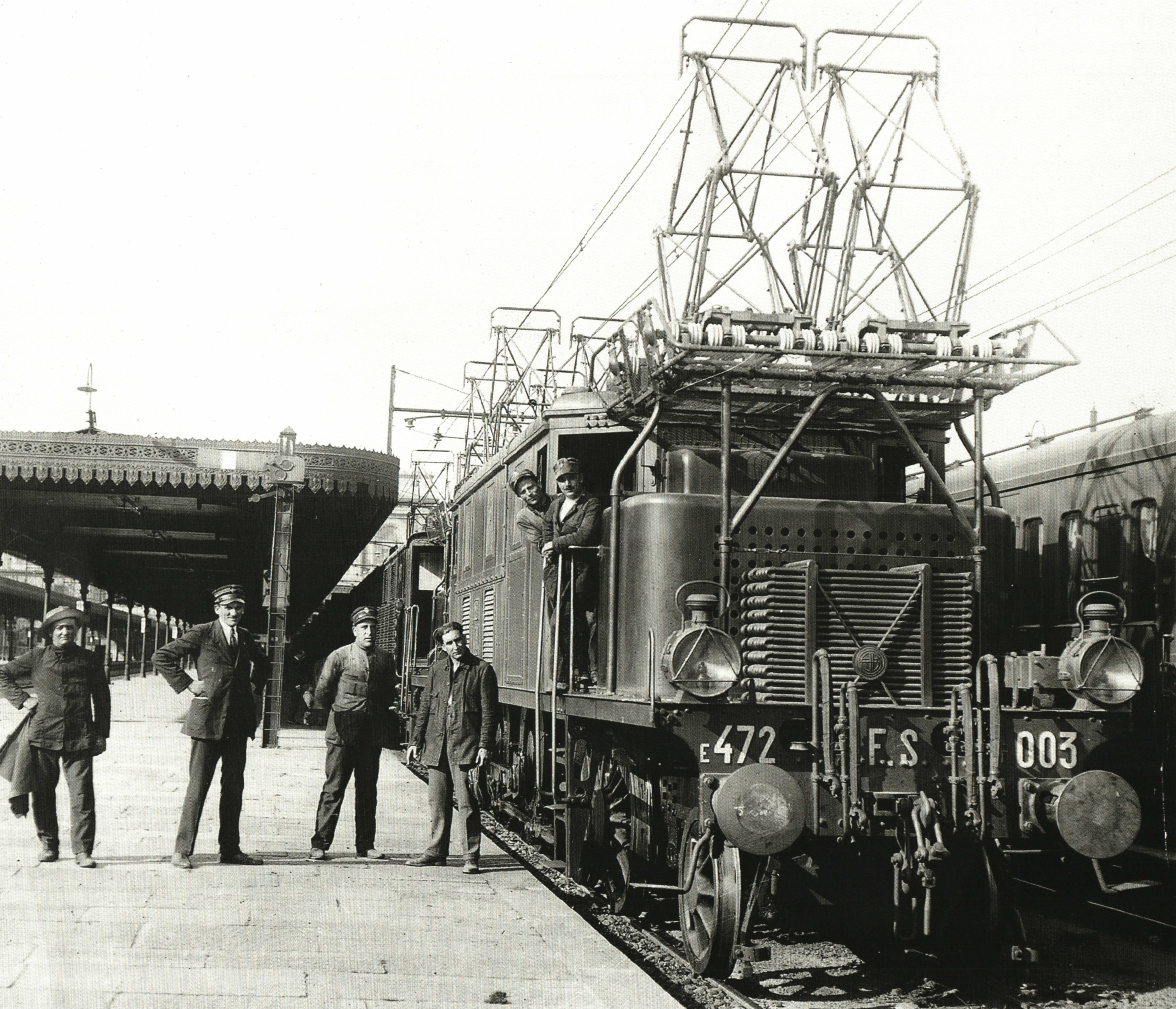
۱۹۲۸
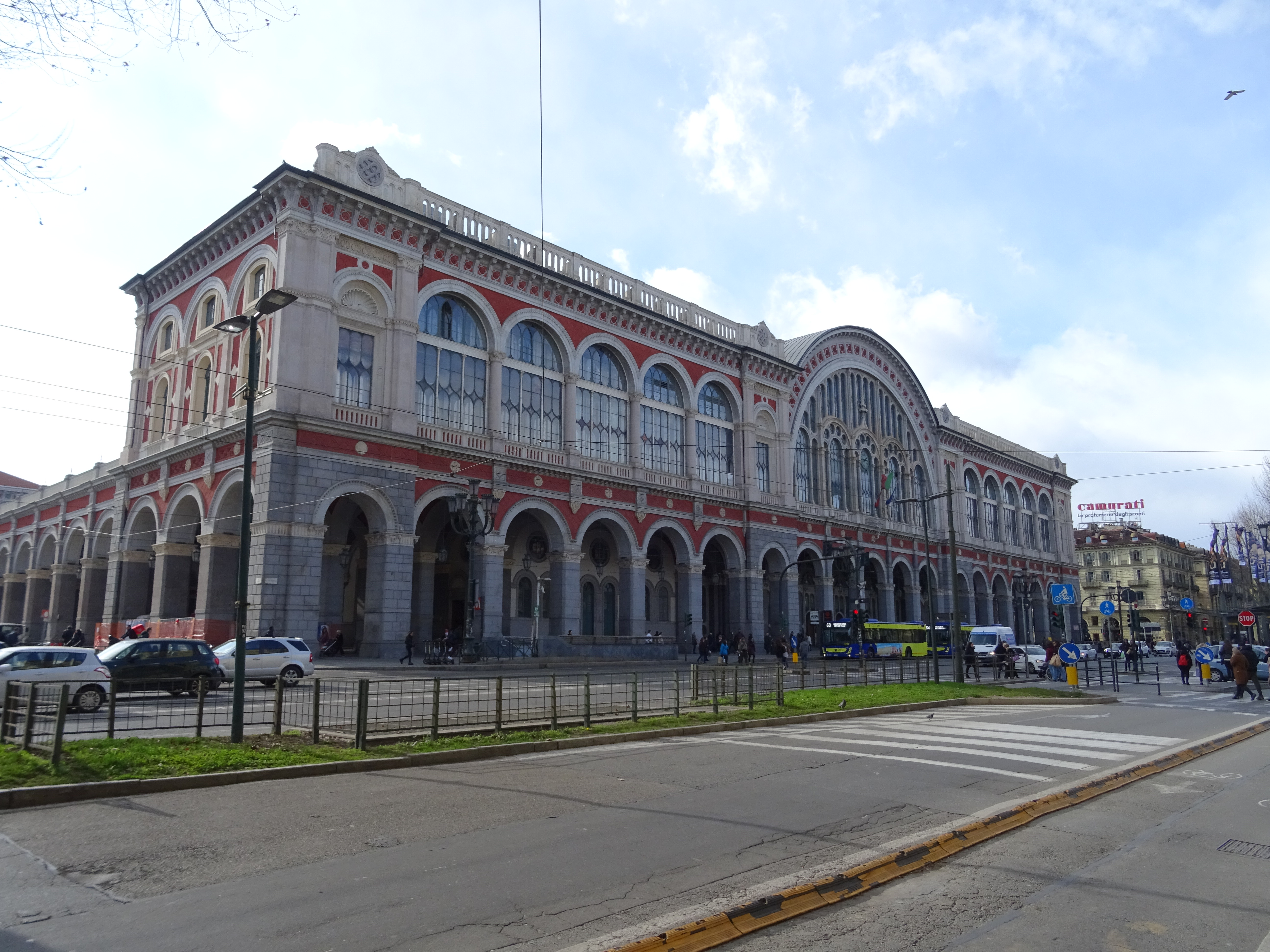
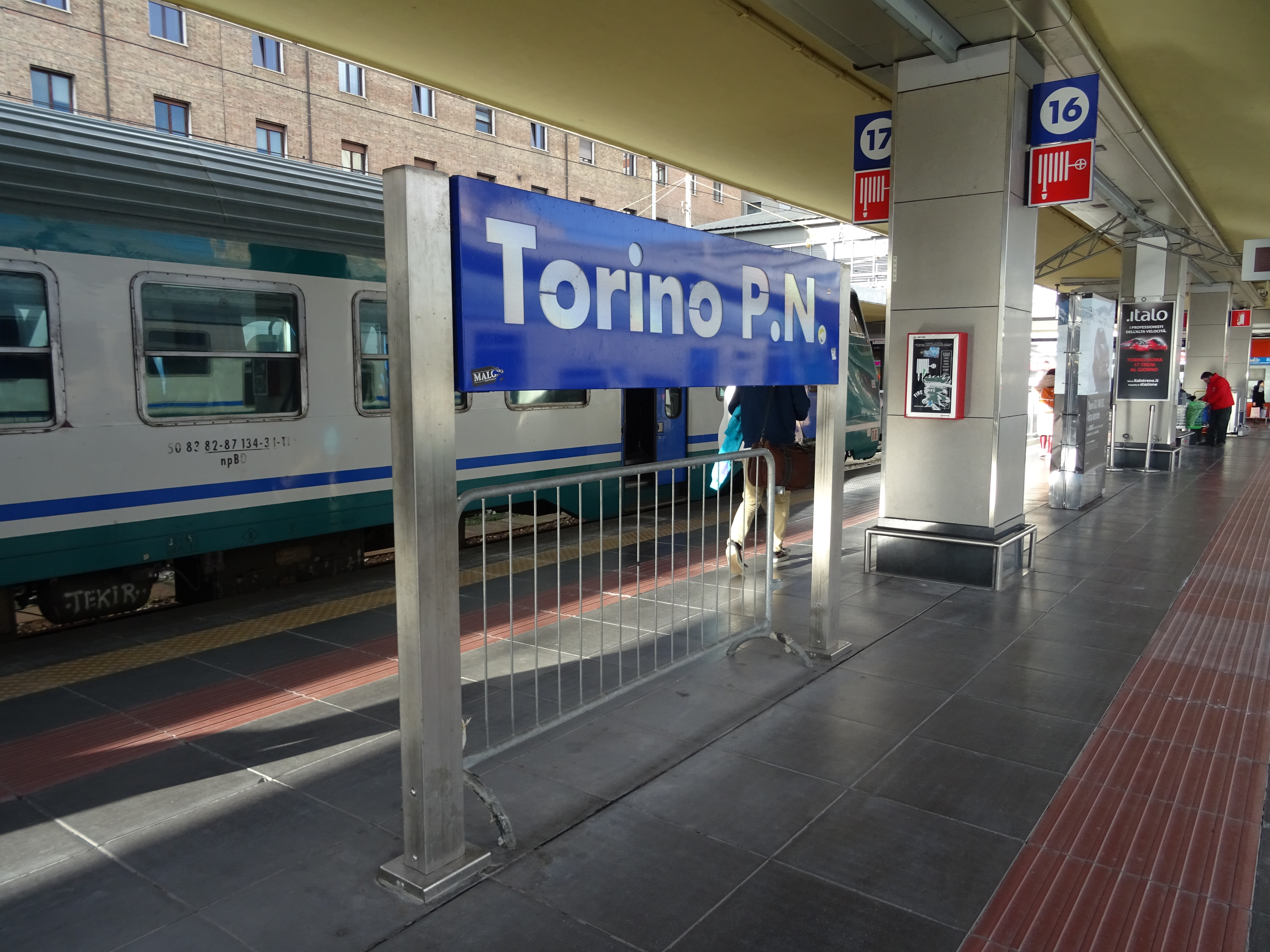
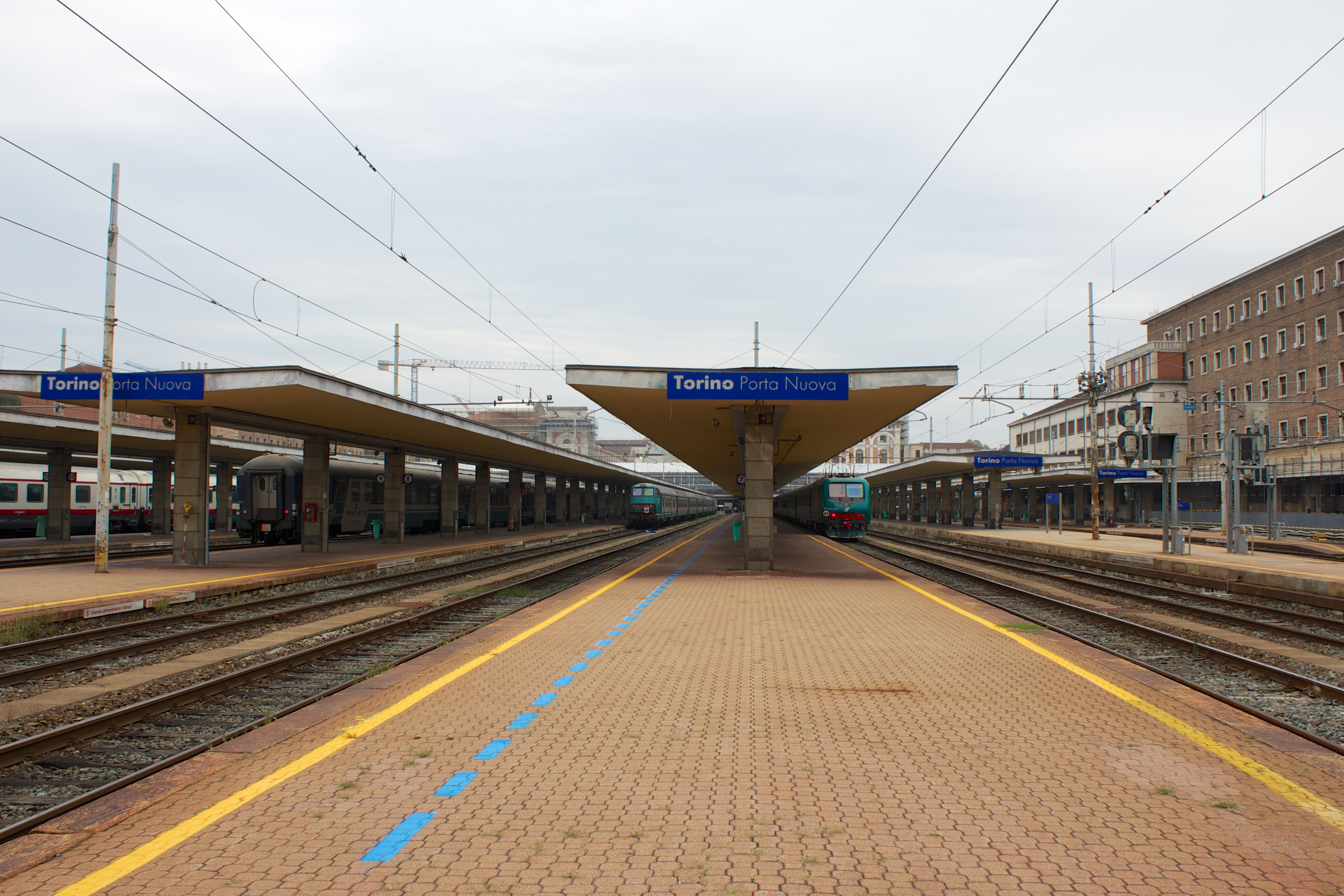
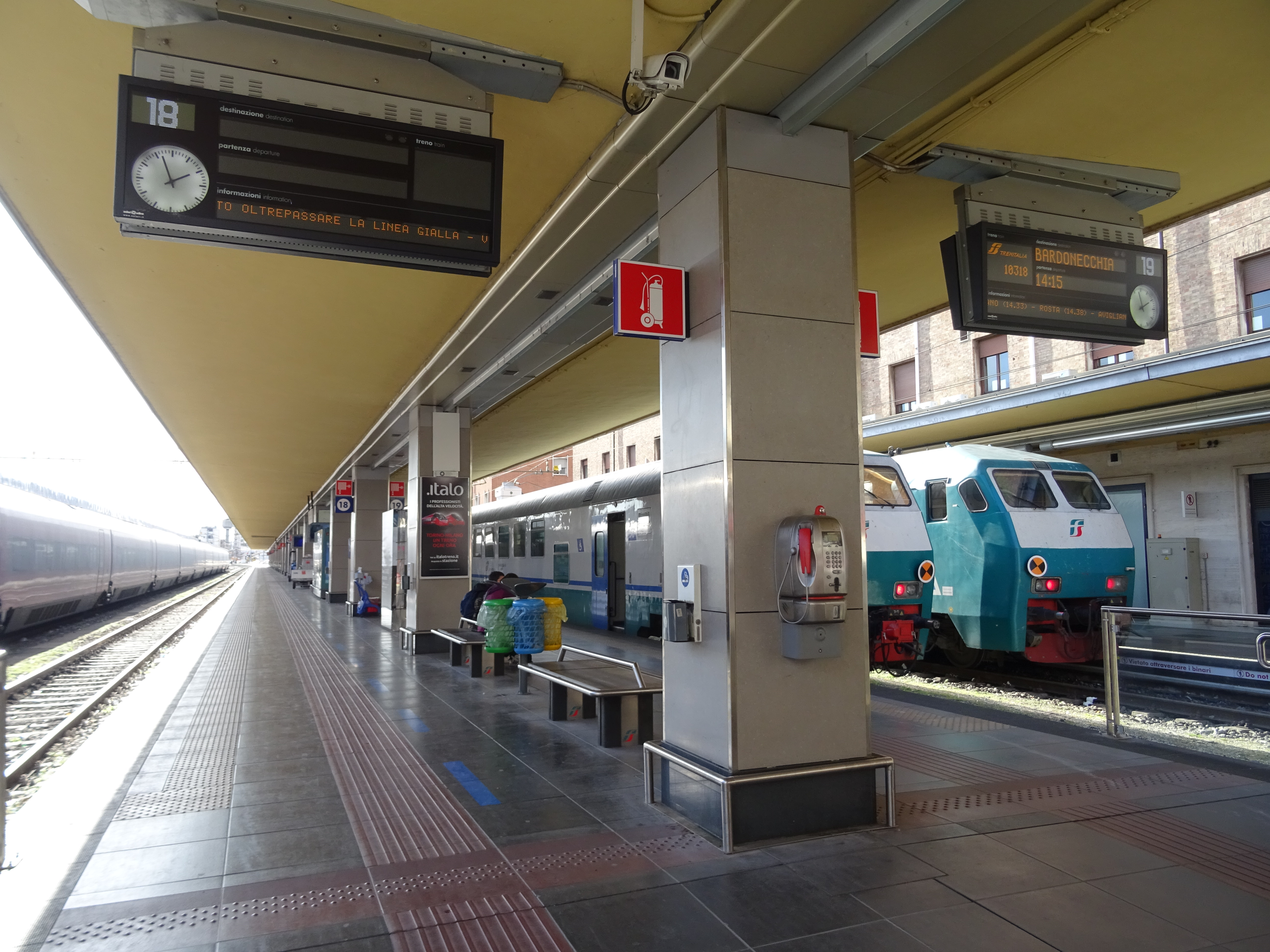
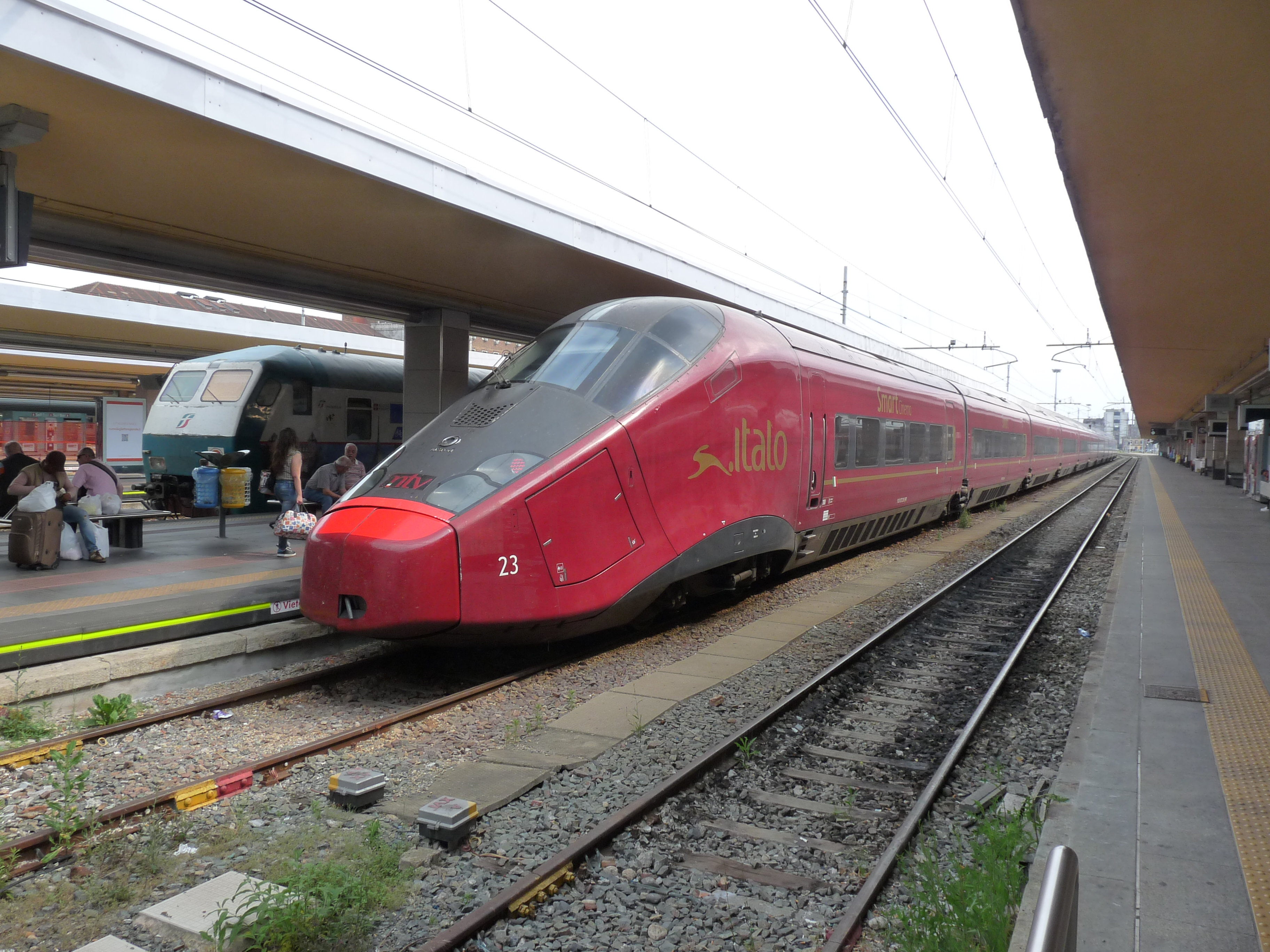
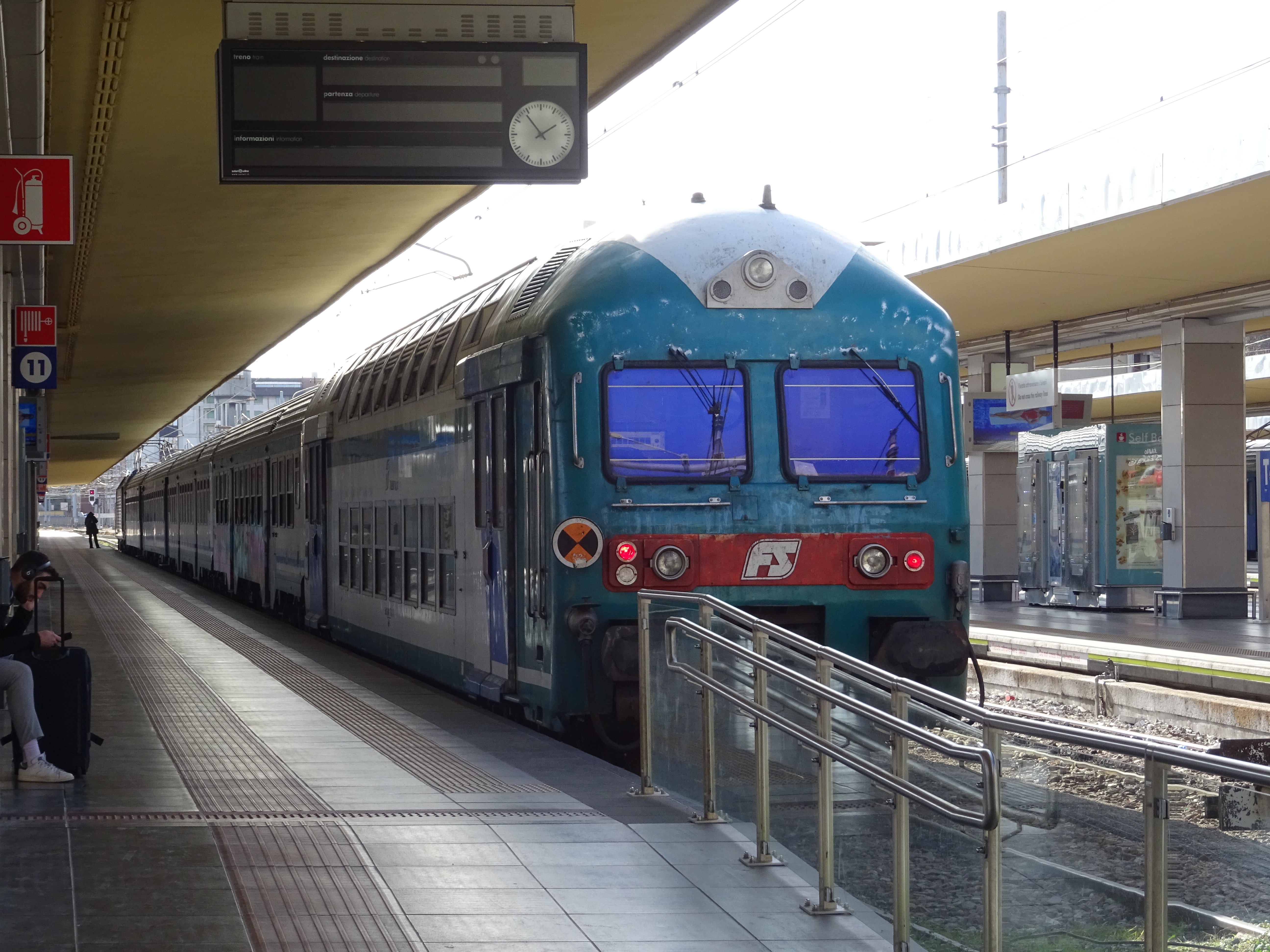
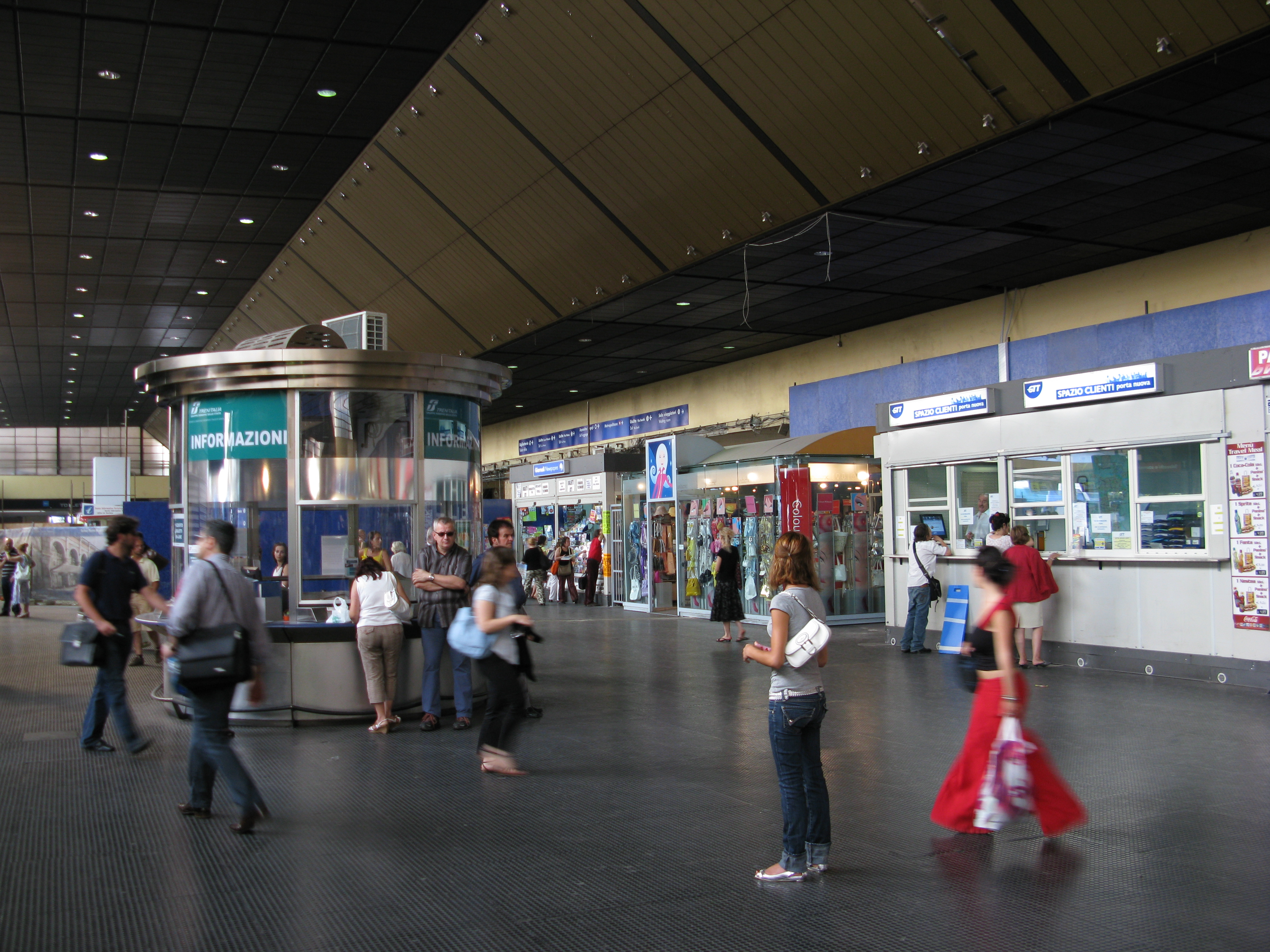